# Wioletta Szymczak
Wioletta Szymczak (ur. 24 lutego 1973) – polska socjolog, dr hab. nauk społecznych, profesor uczelni i dyrektor Instytutu Nauk Socjologicznych Wydziału Nauk Społecznych Katolickiego Uniwersytetu Lubelskiego Jana Pawła II.

## Życiorys
W 1997 ukończyła studia socjologiczne na Katolickim Uniwersytecie Lubelskim, 25 czerwca 2002 obroniła pracę doktorską Edukacja a problemy ubóstwa w świetle nauczania społecznego Papieża Jana Pawła II, napisaną pod kierunkiem Franciszka Mazurka. 23 września 2014 uzyskała stopień doktora habilitowanego.
Od 1998 jest zatrudniona na macierzystej uczelni, początkowo jako asystent, od 2005 jako adiunkt, następnie została profesorem uczelni.  W latach 2016–2020 była dyrektorem Instytutu Nauk Socjologicznych Wydziału Nauk Społecznych Katolickiego Uniwersytetu Lubelskiego Jana Pawła II.
Od 2021 jest konsultorem Komisji Duszpasterstwa Konferencji Episkopatu Polski.

## Odznaczenia
- Srebrny Medal za Długoletnią Służbę (2023)[4]